# Hacienda Casablanca
Hacienda Casablanca es un barrio al sur del casco urbano del municipio colombiano de Madrid.

## Geografía e historia
Ubicada en la ladera norte del cerro Tabaitatá a orillas del río Subachoque, la urbanización de emplaza entre ésta última y la avenida Calle 7 al norte y el Regiotram de Occidente, a muy pocos pasos de la Plaza Principal de Madrid, perteneciendo a la hacienda que lleva su nombre y construido como macroproyecto de vivienda desarrollado por Amarilo entre 2014 a 2022.

### Límites
Al sur con el Cerro de Tibaitatá, al occidente con los barrios San Francisco y Las Hermandades, al norte con Bosque Lujan y El Porvenir y al oriente con la PTAR de Madrid

## Movilidad
La vía principal de Hacienda Casablanca es la Avenida Calle 7 de Madrid por el cual no solo se comunica con el resto del casco urbano sino con municipios de la Provincia de Sabana Occidente, con Soacha y con Bogotá. Otras vías son la Carrera 2 Este, Carrera 1 y Calle 4 (que comunica con la Plaza Principal). Dispone de ciclovía en la Calles 5 y 7.
A futuro, tendrá los servicios de la Estación Madrid 1 de Regiotram de Occidente, aledaña al Parque de las Flores.

## Actividad comunitaria
La Agrupación Social Hacienda Casablanca es una entidad sin ánimo de lucro que mantiene el uso de espacios y desarrollo social del barrio, así como su intermediación con las autoridades del municipio de Madrid y las distintas propiedades horizontales de la zona. 

### Propiedades horizontales
La integran  Pradera, Arboleda, El Portón I, El Portón II, El Rodeo, El Molino, El Solar, La Herrería, Balsillas, El Caney, Redil, Pedregal,  El Huerto y La Sierra. Se exceptúa Bilbao al ser muy anterior a la construcción de esta ciudadela a pesar de encontrarse en su entorno inmediato.

## Servicios

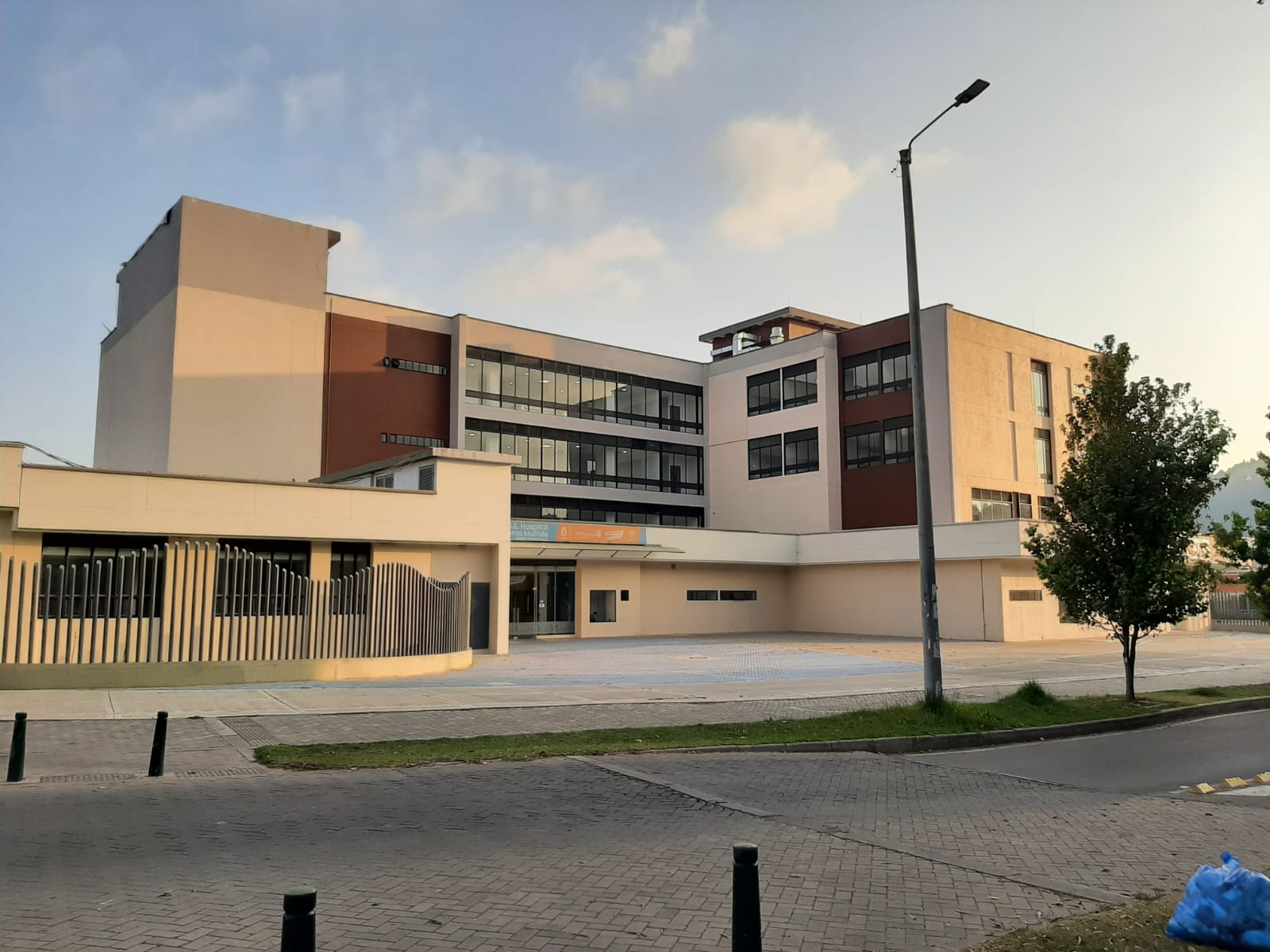
Sede del Hospital Santa Matilde en Hacienda Casablanca.

En cuanto a servicios públicos domiciliarios, Hacienda Casablanca está dotada de ellos dotados por el municipio de Madrid como Agua y Aseo (Empresa de Acueducto, Alcantarillado y Aseo de Madrid), Electricidad (Enel Colombia) y Gas Natural (Vanti). Respecto a salud, el Hospital Santa Matilde ESE presta los servicios en la Carrera 2 Este. Los servicios de educación los presta el Liceo Hacienda Casablanca de la Corporación Educativa Minuto de Dios y la Institución Departamental Serrezuela.
A nivel de policía, posee su propio CAI y en cuanto a comercios se encuentra el Centro Comercial Casa Blanca.